# NGC 1622
NGC 1622 est une vaste galaxie spirale intermédiaire située dans la constellation de l'Éridan. NGC 1622 a été découverte par l'astronome américain George Stoney en 1850.

## Caractéristiques
Sa vitesse par rapport au fond diffus cosmologique est de 4 795 ± 6 km/s, ce qui correspond à une distance de Hubble de 70,7 ± 5,0 Mpc (∼231 millions d'al).
À ce jour, six mesures non basées sur le décalage vers le rouge (redshift) donnent une distance de 62,867 ± 2,375 Mpc (∼205 millions d'al), ce qui est légèrement à l'extérieur des valeurs de la distance de Hubble. Notons cependant que c'est avec la valeur moyenne des mesures indépendantes, lorsqu'elles existent, que la base de données NASA/IPAC calcule le diamètre d'une galaxie et qu'en conséquence le diamètre de NGC 1622 pourrait être d'environ 76,4 kpc (∼249 000 al) si on utilisait la distance de Hubble pour le calculer.
La classe de luminosité de NGC 1622 est I-II et elle présente une large raie HI.